# Technomyrmex rusticus
Technomyrmex rusticus é uma espécie de formiga do gênero Technomyrmex.